# روبرت براون (سياسي أمريكي مواليد 1744)
روبرت براون (بالإنجليزية: Robert Brown)‏ هو سياسي أمريكي، ولد في 25 ديسمبر 1744، وتوفي في 26 فبراير 1823. انتخب عضو مجلس ولاية بنسيلفانيا وانتخب عضو مجلس النواب الأمريكي.